# Ogcodes nitens
Ogcodes nitens är en tvåvingeart som först beskrevs av Frederick Wollaston Hutton 1901.  Ogcodes nitens ingår i släktet Ogcodes och familjen kulflugor. Inga underarter finns listade i Catalogue of Life.